# Chrysina pastori
Chrysina pastori är en skalbaggsart som beskrevs av Daniel J. Curoe 1993. Chrysina pastori ingår i släktet Chrysina och familjen Rutelidae. Inga underarter finns listade i Catalogue of Life.